# Тоцкие войсковые учения
То́цкие войсковы́е уче́ния — советские войсковые тактические учения с применением ядерного оружия под кодовым названием «Снежок». Были подготовлены и проведены под руководством заместителя министра обороны СССР, маршала Г. К. Жукова 14 сентября 1954 года на Тоцком полигоне в Оренбургской области. Общее количество военнослужащих, участвовавших в учениях, достигало 50 000 человек. Задача учений заключалась в отработке возможностей прорыва обороны противника с использованием ядерного оружия. Тоцкий полигон был выбран в связи с тем, что рельеф местности там напоминает типичный рельеф Западной Европы — как считалось, наиболее вероятного места начала Третьей мировой войны.
После распада СССР учения критиковались за радиоактивное облучение 45 000 военнослужащих ВС СССР и 10 000 местных жителей, а также недостаточное информирование личного состава и населения о действии и мерах защиты от радиации, что повлекло резкое повышение случаев злокачественных опухолей и заболеваний крови среди участников испытаний, хромосомных мутаций, пороков развития и детской смертности среди местного населения.

## Предварительная подготовка
Первое представление предложения по учению было подписано Маршалом Советского Союза А. М. Василевским, Б. Л. Ванниковым, Е. И. Смирновым, П. М. Кругловым, другими ответственными лицами и направлено заместителю Председателя Совета Министров СССР Н. А. Булганину. 29 сентября 1953 года вышло постановление Совета Министров СССР, положившее начало подготовке Вооружённых Сил и страны к действиям в особых условиях. По личному указанию Булганина в месячный срок все указанные документы были изданы Воениздатом и доставлены в группы войск, военные округа, округа противовоздушной обороны и на флоты. Одновременно для руководящего состава армии и флота был организован показ специальных фильмов по испытаниям ядерного оружия. Начались поиски полигона, на котором можно было бы провести общевойсковое учение с применением ядерного оружия. Был рассмотрен вариант проведения такого учения на полигоне Капустин Яр, но он был отклонён. Весной 1954 года группой генерал-лейтенанта И. С. Глебова была проведена оценка Тоцкого полигона, расположенного между городами Куйбышев и Чкалов, он и был признан пригодным по условиям обеспечения безопасности для проведения учения. Проведение воздушного ядерного взрыва в условиях пересечённой местности Тоцкого полигона имело большое практическое значение для оценки влияния местности на ослабление (либо усиление) поражающих факторов ядерного взрыва. Тренировалось два экипажа: майора Кутырчева и капитана Лясникова. До самого последнего момента лётчики не знали, кто пойдёт основным, а кто будет дублёром. Преимущество было у экипажа Кутырчева, который уже имел опыт лётных испытаний атомной бомбы на Семипалатинском полигоне. Войсковое учение на тему «Прорыв подготовленной тактической обороны противника с применением атомного оружия» было назначено на осень 1954 года. На учениях должна была применяться атомная бомба РДС-2 мощностью 40 килотонн, испытанная на Семипалатинском испытательном полигоне в 1951 году. Руководство учением было возложено на заместителя министра обороны СССР, маршала Советского Союза Г. К. Жукова.
Были поставлены следующие цели:
- Исследовать воздействие взрыва атомной бомбы по участку заранее подготовленной обороны, а также на вооружение, военную технику и животных;
- Изучить и практически проверить в условиях применения атомной бомбы:
  - Особенности организации наступательных и оборонительных действий частей и соединений;
  - Действия наступающих войск при прорыве оборонительных полос вслед за атомными ударами;
  - Действия обороняющихся войск в условиях применения атомного оружия наступающей стороной, проведение контратаки вслед за атомным ударом по наступающим войскам противника;
  - Организацию противоатомной защиты войск в обороне и наступлении;
  - Методы управления войсками в наступлении и обороне;
  - Материально-техническое обеспечение войск в условиях ведения боя;
- Изучить один из возможных вариантов подготовки и ведения наступления из положения непосредственного соприкосновения с противником, без отвода своих войск с первой позиции на время атомного удара;
- Научить личный состав армии — рядовых и командиров, — как практически действовать в наступлении и обороне во фронтовой полосе при применении атомного оружия своими войсками или противником.

## Подготовительные работы на полигоне
По замыслу учения для наступающей стороны была поставлена задача: прорыв подготовленной тактической обороны условного противника с применением атомного оружия, для обороняющейся — организация и ведение обороны в условиях применения атомного оружия. Основное внимание уделялось наступающей стороне, войска которой реально осуществляли атомную, артиллерийскую и авиационную подготовку прорыва обороны и преодолевали район атомного взрыва. При этом войска, занимавшие оборону, были заблаговременно выведены на безопасное удаление.
Всего на учение привлекалось порядка 45 тыс. чел. личного состава (основой войсковой группировки были 12-я гвардейская механизированная Мозырская дивизия и 50-я гвардейская стрелковая Сталинская дивизия в составе 128-го стрелкового Гумбинненского корпуса), 600 танков и самоходно-артиллерийских установок, 500 орудий и миномётов, 600 бронетранспортёров, 320 самолётов и 6 тыс. тягачей и автомобилей различного предназначения. Войска на учение были выведены в специально разработанных штатах применительно к организации и обеспечены новым вооружением и техникой. Наступление стрелкового корпуса планировалось обеспечить тремя взрывами: одной атомной бомбой среднего калибра и двумя штабелями ящиков с тротилом и бочек с бензином (имитаторы ядерного взрыва). Реальную атомную бомбу было намечено сбросить по батальонному району обороны на позиции полковых резервов. Этот район по замыслу представлял собой хорошо подготовленный узел сопротивления в глубине обороны «западных», подавление которого должно было нарушить устойчивость всей обороны противостоящего полка, а также подорвать боеспособность основной группировки их артиллерии.
Личный состав войск на время атомного взрыва выводился из зданий и располагался в щелях и укрытиях. На случай, если бы взрыв был наземный, а не воздушный, — аварийная ситуация, учение отменялось, и вступали в силу особые мероприятия, разработанные штабом руководства.
Для проведения мероприятий по обеспечению безопасности населения район учения в радиусе до 50 км от места взрыва был разбит на пять зон:
- В зоне 1 (до 8 км) полностью исключено нахождение местного населения.
- В зоне 2 (8-12 км) за 3 часа до взрыва население отводилось в естественные укрытия, расположенные вблизи населённых пунктов; за 10 минут по установленному сигналу все жители должны были лечь на землю лицом вниз.
- В зоне 3 (12-15 км) за 1 час до взрыва население выводилось из домов на удалении 15-30 метров от строений; за 10 минут до взрыва по сигналу все ложились на землю.
- В зоне 4 (15-50 км) предусматривалась защита населения только от возможного сильного радиоактивного заражения местности по пути движения облака главным образом в случае наземного взрыва.
- В зоне 5 (расположена к северу от цели по боевому курсу самолёта-носителя в полосе шириной 10 км и глубиной 20 км, над которой пролёт носителя осуществлялся с открытым бомбоотсеком) население было вывезено за её пределы в безопасные районы за 3 часа до взрыва. Скот был отогнан или укрыт в сараях[уточнить].

## Начало учений

### Обстановка до взрыва
В день учения 14 сентября 1954 года, с восходом солнца погода была ясная, солнечная, со слабым ветром и незначительной облачностью на высоте 1000 м, температура воздуха в утренние часы составила +9…+12°. В 9 часов 20 минут руководством учения заслушиваются последние доклады о метеорологической обстановке и принимается решение на взрыв атомной бомбы. Решение протоколируется и утверждается. После чего экипажу самолёта по радио отдаётся приказ сбросить бомбу. За 10 минут до нанесения атомного удара был дан сигнал «атомная тревога», по которому все войска заняли убежища и укрытия. Экипажи танков и самоходно-артиллерийских установок заняли свои места в машинах и закрыли люки.
В 9 часов 34 минуты самолёт-носитель Ту-4 (пилот В. Я. Кутырчев) с высоты 8000 м сбросил атомную бомбу РДС-2 мощностью 40 кт, взрыв которой последовал через 48 секунд на высоте 350 метров от поверхности земли и с отклонением от цели в 280 м в северо-западном направлении.

### Картина взрыва
Взрыв атомной бомбы сопровождался ослепительной вспышкой, осветившей местность ярко-белым светом. После вспышки в центре взрыва на высоте 350 м образовалась светящаяся область сферической формы. Под действием мощного светового излучения на обширной площади в районе взрыва произошло испарение влаги, а также растрескивание и измельчение частиц грунта, сгорание органических веществ. В результате возникло резкое задымление и запыление приземного слоя воздуха и значительное снижение его прозрачности. Процесс образования нагретого запылённого слоя под действием светового излучения взрыва происходил до прихода ударной волны.
Через 3,6 с после взрыва поверхность светящейся области начала темнеть, на ней появились отдельные менее яркие пятна, которые разрастались в размерах и вскоре охватили всю поверхность светящейся области. На этом закончилось развитие светящейся области и началось развитие облака взрыва. В конце своего развития светящаяся область имела горизонтальный размер ~714 м. Облако взрыва приобрело форму тороидального вихря с клубящейся поверхностью, сквозь которую пробивались языки пламени. Вслед за устремившимся вверх облаком из эпицентральной зоны взрыва начал подниматься огромный пылевой столб, который через 4-5 с приблизился к облаку. Примерно через 1 минуту облако взрыва поднялось на ~ 4 км, а через 7 минут — на высоту ~ 15 км.

### Обстановка после взрыва
Через 5 мин после взрыва началась артподготовка и удар бомбардировочной авиацией. По окончании артподготовки в направлении эпицентра взрыва атомной бомбы были высланы дозоры радиационной разведки, прибывшие в район эпицентра через 40 мин после взрыва. Они установили, что уровень радиации в этом районе через 1 ч после взрыва составлял 50 Р/ч, в зоне радиусом до 300 м — 25 Р/ч, в зоне радиусом 500 м — 0,5 Р/ч и в зоне радиусом 850 м — 0,1 Р/ч.
В 10:10 «восточные» начинают атаковать позиции условного противника. К 11 часам подразделения производят посадку личного состава на технику и продолжают наступление в порядках (колоннах). Разведывательные подразделения совместно с войсковой радиационной разведкой двигаются впереди. Дым и пыль, поднятые имитационными взрывами из бочек с бензином, затрудняли ориентацию. Войска преодолевали район атомного взрыва со скоростью 5 км/ч, а передовой отряд мотострелковой дивизии в районе эпицентра быстрее — 8-12 км/ч.
Отдельные самолёты при полёте для нанесения удара по наземным целям на 20-й минуте после атомного взрыва вынуждены были пересечь ножку «атомного гриба». Дозиметрический контроль лётного состава и самолётов после приземления показал незначительный уровень заражения. Так, степень заражения фюзеляжа самолёта составила 0,2-0,3 Р/ч, внутри кабины — 0,02-0,03 Р/ч. Радиационной разведкой следа облака, проведённой с самолёта Ли-2, было установлено, что ось следа радиоактивного облака совпадает с движением воздушных масс на высоте 7-9 км. В посёлках Маховка, Елшанка-2, Ивановка, Орловка горели отдельные дома. Войска тушили пожары, расчищали завалы деревьев.
Через два дня — 17 сентября 1954 года — в газете «Правда» было напечатано сообщение ТАСС: «В соответствии с планом научно-исследовательских и экспериментальных работ в последние дни в Советском Союзе было проведено испытание одного из видов атомного оружия. Целью испытания было изучение действия атомного взрыва. При испытании получены ценные результаты, которые помогут советским учёным и инженерам успешно решить задачи по защите от атомного нападения».

## Воспоминания участников

### ВоспоминанияС. А. Зеленцова
... Не доходя до зоны сильного радиоактивного заражения, пересекли дорогу, по которой перед нами прошли колонны наступающих. Было пусто и тихо, лишь пощелкивали радиометры, отмечая повышенный уровень радиации. Войска проследовали мимо эпицентра вне зоны сильного заражения. Непосредственно в зоне, примыкающей к эпицентру взрыва, земля была покрыта тонкой стекловидной коркой расплавленного песка, хрустящей и ломающейся под ногами, как тонкий ледок на весенних лужах после ночного заморозка. И на ней не было видно ничьих следов, кроме моих. Я ходил спокойно по этой корке, так как радиометр регистрировал уровень радиоактивности, не превышающий 1 Р/ч.

### Воспоминания Н. В. Даниленко[10]
... К эпицентру с 3 сторон были поставлены колонны техники на глубину до 5 км. Техника до 1000 м от эпицентра оказалась вдавленной в землю и оплавленной. От векового леса в эпицентре ничего не осталось. Чуть дальше стали появляться пеньки, потом — часть стволов, затем — деревья со сгоревшими верхушками.

### ВоспоминанияВ. Ф. Балуева(род. 1933)[11][12]
Наш взвод был в 4,2 км от эпицентра взрыва. Кто-то был ближе, кто-то — дальше, другим было поручено находиться в танке или автомобиле. Нам была дана команда: лежать ничком и не поднимать головы. Зловещую тишину нарушил страшный взрыв, от которого затряслась земля. Было психологически тяжело, накрыла волна такого одиночества и беспомощности, страха и ужаса. У меня сползла каска с головы, и я вытащил руки, чтобы ее натянуть. Этих секунд хватило, чтобы получить лучевое облучение кистей рук. Когда в небо на высоту 6 км поднялся ядерный гриб, мы приподнялись и смотрели на это невиданное чудо. Расплата за любопытство — ожог сетчатки глаз, кожи, повреждение слуха от мощной ударной волны. Природа тоже отреагировала незамедлительно: через полчаса после взрыва началась сильная песчаная буря, ветер был такой силы, что песок, превратившийся в стекло, царапал кожу, как наждак. Спустя годы мы поняли, почему именно тогда произошло испытание атомного оружия: США планировали сбросить бомбы на крупные города СССР. Испытание нашего нового оружия на Тоцком полигоне было предупреждением: нам есть чем ответить. Может быть, именно этот взрыв спас человечество от ядерной катастрофы, а также помог ученым понять силу воздействия атома на человека, животных, технику. После взрыва мы еще две недели были на полигоне, а потом нас отправили в свою часть. Поначалу ничего не болело, но потом стали клоками выпадать волосы, часто текла кровь из носа, болел желудок, покраснела кожа, мои руки стали отекать. Даже небольшой предмет было трудно держать.

## Память
В 1994 году на полигоне была установлена стела в память о всех пострадавших от радиации. 12 сентября 2004 года накануне 50-летней годовщины учений в городе Бресте, напротив гарнизонного кладбища, севернее Бресткой крепости, был установлен гранитный памятный знак «В честь и во славу участников создания ядерного щита Советского Союза». Позади памятника — два щита. На одном записаны спонсоры установки монумента. На другом можно прочесть следующее: «14 сентября 1954 на Тоцком полигоне Оренбужья проведено единственное в истории Вооружённых Сил СССР экспериментальное войсковое учение с применением ядерного оружия. Основу группировки войск составлял Брестский гарнизон в составе соединений и частей 128-го стрелкового корпуса. В 1961-90 гг. в лесах Брестчины несла боевое дежурство 31-я ракетная дивизия стратегического назначения».

## Критика
После снятия грифа «совершенно секретно» в 1993 году в СМИ появились утверждения, что в результате испытания ядерного оружия 14 сентября 1954 года 45 000 солдат и 10 000 мирных жителей были подвергнуты ядерному облучению в качестве эксперимента, целью которого являлось выяснение того, как радиация влияет на человека. В результате учений тысячи его участников получили разные дозы радиоактивного облучения. Отсутствуют подтверждённые факты предоставления военнослужащим соответствующей медицинской помощи. Все участники дали подписку о неразглашении военной тайны в течение 25 лет.
Основная масса материалов об учениях начала появляться лишь после распада СССР. Об участниках вспомнили лишь после событий в Чернобыле, в Перестройку, но многим так и не удалось доказать своё участие в учениях и получить компенсацию за утраченное здоровье из-за фальсификации их личных дел. К примеру, один из участников учений в течение последующих 25 лет перенёс 71 госпитализацию и 8 операций, из которых одна была связана с раковой опухолью. Он получил опухоль в 27 лет, инфаркт в 30 и почти ослеп. Большинство из оставшихся в живых участников тех событий, в отличие от «чернобыльцев», не пользовались льготами.
Постановлением Верховного Совета Российской Федерации от 27.12.91 г. № 2123-1 участники Тоцких учений отнесены к ветеранам подразделений особого риска подпункт «а» с предоставлением соответствующих выплат и льгот.
Со свидетелями событий периодически выходят интервью.

## Последствия для экологии и населения

### Официальная оценка
«Результаты проведённого в 1994—1995 гг. российскими и американскими специалистами изучения радиоэкологической обстановки на территории Тоцкого полигона и в прилегающих к нему районах полностью подтвердили данные о радиационных параметрах, полученные ранее специалистами Ленинградского НИИ радиационной гигиены и других научных учреждений. Результаты последнего радиоэкологического обследования Тоцкого полигона свидетельствуют о том, что радиационная обстановка на его территории характеризуется параметрами естественного радиационного фона». Что же касается проживающих рядом с районом учений, то их здоровье не отличается от среднего по стране «Средний прирост смертности в области от злокачественных новообразований (в 1970 г. — 103,6, в 1991 г. — 173 на 100 000 жителей), равный примерно 3,5 % в год, соответствует средним показателям в Российской Федерации и в других европейских государствах».

### Альтернативная оценка
Существует и другая оценка, подготовленная журналистом Вячеславом Моисеевым, изучавшим документы Тоцкого ЗАГСа, указывающая на стремительный рост смертей от онкологических заболеваний в районе, начавшийся через год после испытаний.